# Jeanne Louise Jacoutot-Mahudez
Jeanne Louise Jacoutot-Mahudez ou Jeanne Mahudez, née le 29 mars 1876 à Paris et morte le 9 juillet 1956 à Tonnerre, est une peintre française.

## Biographie

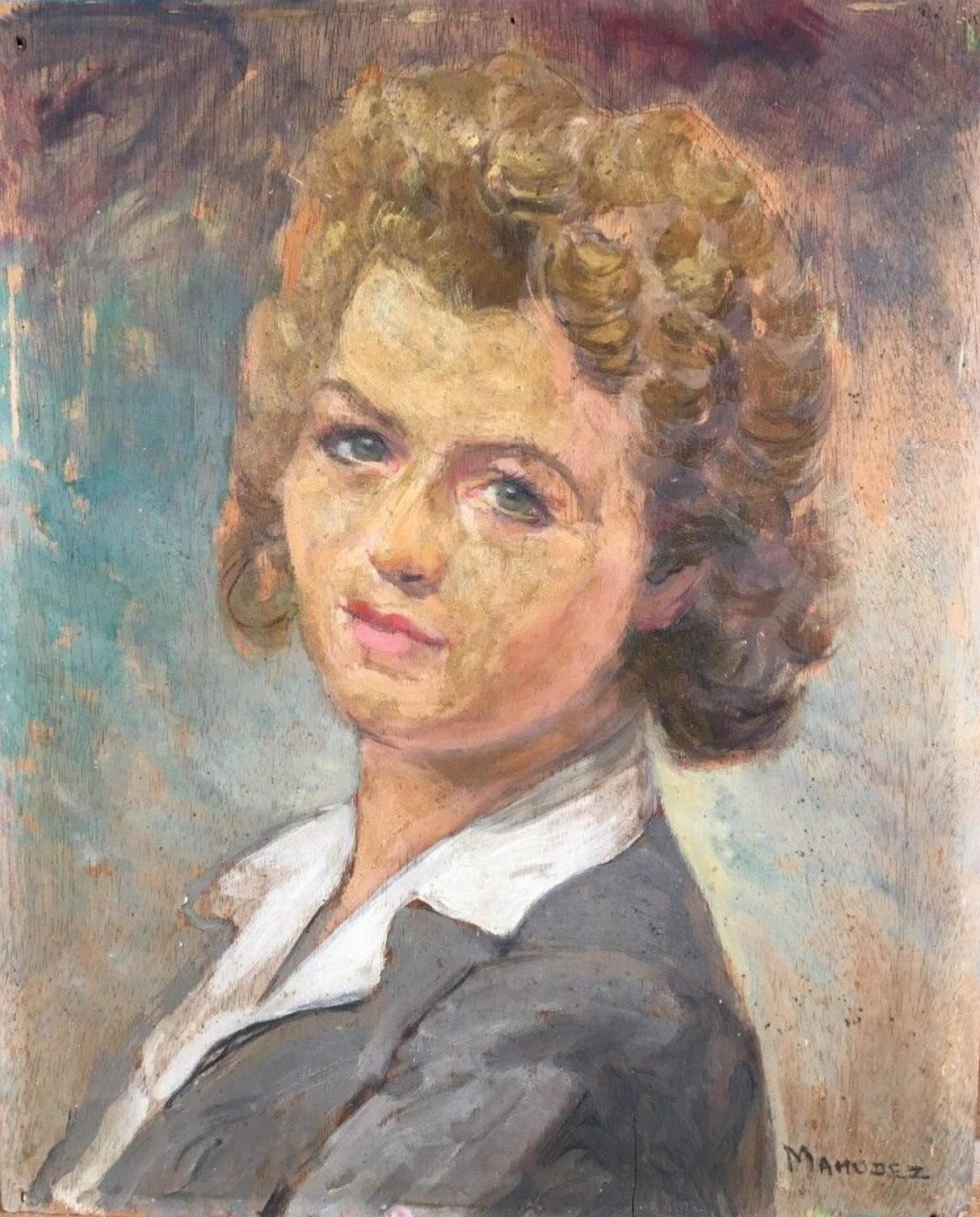
Portrait de jeune femme blonde (autoportrait), vers 1901.

Jeanne Louise Mahudez est la fille d'Alexandre Mahudez, receveur aux perceptions municipales, et de Léontine Eugénie Cosson, marchande aux halles.
Elle est professeur de dessin aux lycées de jeunes filles d'Auxerre, de Guéret, de Tournon et de Besançon ainsi qu'à l'école normale d'institutrices de Guéret.
En 1897, elle épouse François Charles Auguste Jacoutot, publiciste. Leur fille Jacqueline Jacoutot-Mahudez (1912-2001) s'engagera aux départs de plusieurs courses automobiles.
Élève de Benjamin-Constant, de Jean-Paul Laurens, de Raphaël Collin et d'Henri Royer, elle peint des portraits et des scènes de genre,. Elle expose au Salon à partir de 1901,, où elle obtient une médaille de 3e classe en 1911 et une médaille d'or en 1927, ainsi qu'au salon de l'Union des femmes peintres et sculpteurs où elle remporte le 1er prix de l'Union en 1927.
Elle est nommée officier de l'Instruction publique en 1913.
En 1917, elle est professeur de dessin au lycée Jules-Ferry de Paris.
En 1942, elle est professeur honoraire au lycée Fénelon de Paris.
Elle meurt à l'âge de 80 ans à Tonnerre.

## Œuvres dans les collections publiques
- Arcis-sur-Aube, mairie : La chambre des avoués[9].
- Troyes, musée des Beaux-Arts et d'Archéologie :
  - Portrait de Madame P.[10] ;
  - Barques de pêches, Calais[11] ;
  - Portrait de Henri Slama avocat[12] ;
  - Deux pêcheurs dans un port[13].